# Taillis Pré
Taillis Pré is een wijk in Châtelineau, een deelgemeente van de Belgische stad Châtelet in de provincie Henegouwen. Taillis Pré ligt in het uiterste noorden van de deelgemeente, meer dan twee kilometer ten noorden van het centrum van Châtelineau. De wijk is in het westen, noorden en oosten omgeven door het grondgebied van buurdeelgemeenten Gilly, Heppignies, Farciennes en Pironchamps.

## Geschiedenis
De Ferrariskaart uit de jaren 1770 toont hier nog een onbebouwd bosgebied. De Vandermaelenkaart uit het midden van de 19de eeuw toont het toponiem Tailis-Pré langs de weg van Gilly naar Fleurus. Geleidelijk ontwikkelde zich hier bebouwing en rond 1876 richtte de familie Pirmez hier een kerk op. De kerk bleef tot 1897 hun eigendom; twee jaar daarna werd ze een parochiekerk.

## Bezienswaardigheden
- De Église Saint-Antoine de Padoue

## Verkeer en vervoer
Door de wijk loopt de N29 van Charleroi naar Fleurus.

Deelgemeenten: Bouffioulx · Châtelet · Châtelineau

Overige gehuchten en wijken: Boubier · Chamborgneau · Corbeau · Faubourg · Taillis Pré

Belgische gemeenten · Arrondissement Charleroi · Henegouwen · Wallonië